# Hatha Yoga

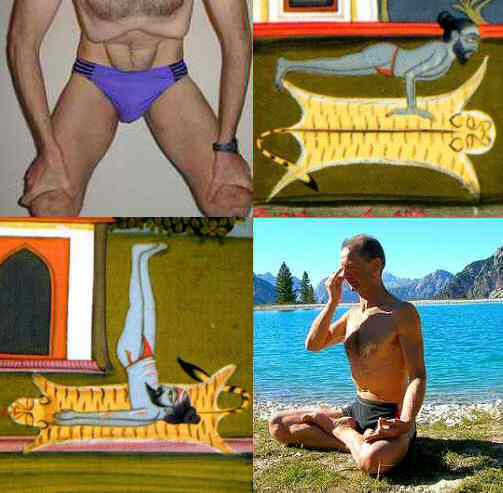
Componentele Haṭha yoga includ Shatkarmas (purificări, aici Nauli), Asanas (posturi, aici Mayurasana, Peacock Pose), Mudras (manipulări ale energiei vitale, aici Viparita Karani), Pranayama (controlul respirației, aici Anuloma Viloma).

Haṭha yoga este o ramură a yoga care folosește tehnici fizice pentru a încerca să păstreze și să canalizeze forța sau energia vitală. Cuvântul sanscrit हठ haṭha înseamnă literal "forță", făcând aluzie la un sistem de tehnici fizice. Unele tehnici de stil haṭha yoga pot fi urmărite cel puțin până în secolul I d.Hr., în texte precum epopeele hinduse sanscrite și canonul Pali al budismului. Cel mai vechi text datat găsit până acum pentru a descrie haṭha yoga, Amṛtasiddhi din secolul al XI-lea, provine dintr-un mediu budist tantric. Cele mai vechi texte care folosesc terminologia hatha sunt, de asemenea, budiste Vajrayana. Textele hinduse de hatha yoga apar din secolul al XI-lea încoace.
Unele dintre textele timpurii de hatha yoga (sec. XI-XIII) descriu metode de creștere și conservare a bindu (forța vitală, adică sperma la bărbați, iar la femei rajas - lichidul menstrual). Aceasta a fost văzută ca esența fizică a vieții care se scurgea constant din cap și se pierdea. Două tehnici de Haṭha yoga timpurii au căutat fie să inverseze fizic acest proces de picurare folosind gravitația pentru a-l prinde pe bindhu prin posturi inversate, cum ar fi viparītakaraṇī, fie să forțeze bindu în sus prin canalul central prin direcționarea fluxului de respirație în canalul central folosind mudra (sigilii yogice, nu a fi confundat cu mudre de mână, care sunt gesturi).
În secolul al XX-lea, o dezvoltare a haṭha yoga, concentrându-se în special pe asana (posturile fizice), a devenit populară în întreaga lume ca formă de exercițiu fizic. Această formă modernă de yoga este acum cunoscută pe scară largă ca „yoga”.